# Токту
Токту (болг. Токту) — хан  Болгарії з  766 по 767 рік.  
Візантійський хроніст патріарх Никифор відмічав в своєму літописі, що Токту був «болгарином, братом Баяна». Передбачається, що він походив з болгарської знаті, яка виступала за ворожу політику відносно Візантії. Однак, перш ніж він почав проводити якусь конкретну політику, в країні почалося повстання. Рятуючись, Токту спрямував свій шлях на північ, а не до Візантії, як це робили його попередники. Та біля Дунаю його та прихильників було спіймано та вбито.